# Bai Langning
Bai Langning (chinesisch 白朗宁, Pinyin Bái Lǎng Níng; * 17. April 2002 in Songyuan) ist ein chinesischer Snookerspieler aus der Provinz Jilin im Nordosten Chinas. Von 2019 bis 2023 war er mit einem Jahr Unterbrechung Mitglied der Profitour.

## Karriere
Schon mit 10 Jahren und 10 Monaten machte Bai Langning in einem Internetvideo auf sich aufmerksam, als er bei einem Snooker-Trickshot mit in einer Reihe angeordneten Bällen 147 Punkte lochte. Mit 12 Jahren nahm er an den Haining Open teil, einem Kleinturnier der Main Tour für Profis und Amateure in China, verlor aber schon in der Qualifikation. Den Durchbruch schaffte er dann in der Saison 2018/19. Unter anderem stand er auf Platz 1 der chinesischen Juniorenbestenliste. Bei allen vier großen Ranglistenturnieren der Main Tour in China qualifizierte er sich für eine Wildcard des chinesischen Verbands CBSA. Er wurde allerdings jedes Mal einem Spieler aus den Top 40 der Weltrangliste zugelost und konnte sich trotz achtbarer Ergebnisse nicht durchsetzen. Dafür gehörte er zu den erfolgreichsten Spielern der nationalen CBSA China Tour. In der Endwertung belegte er Platz 9 und war dabei der zweitbeste Amateur. Aufgrund dessen wurde er vom Verband für die Main Tour nominiert. Mit 17 Jahren erhielt er so die Startberechtigung für die Profiturniere der Saisons 2019/20 und 2020/21.
Seine ersten beiden Profispiele bei den heimischen Turnieren verlor er, bei den English Open 2019 gelang ihm sein erster Sieg mit 4:2 gegen Jimmy White, dem eine knappe 3:4-Niederlage gegen den Weltranglisten-9. Kyren Wilson folgte. Den Einzug in Runde 2 konnte er aber nur noch einmal wiederholen, beim German Masters besiegte er knapp James Cahill. Bei allen anderen Turnieren verlor er sein Auftaktspiel. An der abschließenden Weltmeisterschaft, die den Einschränkungen durch die COVID-19-Pandemie unterlagen, nahm er gar nicht mehr teil. Anschließend verzichtete er auch fast auf die komplette zweite Profisaison unter Corona-Bedingungen und blieb in China. Erst bei der WM 2021 kam er wieder nach England und zeigte sein Potenzial: Er besiegte Allan Taylor, Alan McManus und Ben Woollaston und es war Martin Gould, der in der letzten Qualifikationsrunde seinen Einzug in die WM-Endrunde im Crucible Theatre verhinderte.
Das wäre auch seine einzige Chance gewesen, seine Tourzugehörigkeit zu retten, da er in der Weltrangliste natürlich weit abgeschlagen war. So musste er in die Q School, um sich neu zu qualifizieren. Beim ersten Turnier erreichte er das Entscheidungsspiel, verlor aber gegen Fraser Patrick mit 1:4. Die anderen beiden Turniere verliefen jedoch enttäuschend und so verlor er seinen Profistatus wieder. Die Q-School-Platzierung ermöglichte ihm immerhin, im folgenden Spieljahr als Nachrücker an den Profiturnieren teilzunehmen. Zum Auftakt gelang ihm in der Championship League mit drei Siegen und drei Unentschieden der Durchmarsch bis in die Finalgruppe. Auch Kyren Wilson rang er ein Unentschieden ab, er verlor dann aber die verbleibenden beiden Partien und belegte am Ende Platz 4. Danach gelang ihm aber nur noch bei den British Open ein Sieg, bei den acht folgenden Turnieren verlor er jeweils sein Auftaktspiel. Daneben nahm er auch an der Q Tour und der WSF Championship teil, um die Wiederqualifikation zu erreichen, blieb aber erfolglos. Bei der Q School 2022 gelang ihm aber bereits im ersten Turnier der Einzug ins Entscheidungsspiel und mit einem umkämpften 4:3-Sieg über Sunny Akani konnte er sich die Tourcard für die Saisons 2022/23 und 2023/24 sichern.
Im Juni 2023 wurde Bai Langning aufgrund der Teilnahme an illegalen Ergebnisabsprachen („Match-Fixing“) von der World Professional Billiards & Snooker Association bis zum 6. August 2025 suspendiert. Er hatte sich schuldig bekannt und dadurch eine geringere Strafe erhalten als zunächst vorgesehen.